# 12609 Apollodoros
12609 Apollodoros eller 2155 P-L är en asteroid i huvudbältet som upptäcktes den 24 september 1960 av den nederländsk-amerikanske astronomen Tom Gehrels och det nederländska astronomparet Ingrid van Houten-Groeneveld och Cornelis Johannes van Houten vid Palomarobservatoriet. Den är uppkallad efter den grekiske poeten Apollodoros från Aten.
Asteroiden har en diameter på ungefär 9 kilometer och den tillhör asteroidgruppen Themis.